# Žarko Galjanić
Žarko Galjanić (ur. 12 października 1978 w Rijece) – chorwacki biathlonista, uczestnik Igrzysk Olimpijskich w Salt Lake City.